# Репресії проти есперантистів в УРСР
Репресії проти есперантистів в Україні можна розділити на дві хвилі: перша 1924—1927 роки, після другої хвилі 1937—1938 років розвиток есперанто в СРСР майже повністю призупинено.
В середині 1930-х есперанто в СРСР оголосили «мовою дрібної буржуазії і космополітів». Друга половина 30-х років виявилася фатальною для українських есперантистів: більшість з них стали жертвами сталінських репресій і були фізично знищені, зокрема В.Бобинський, С.Пилипенко, М.Ірчан, В.Кузьмич, Є.Михальський, Є.Ізгур, В.Колчинський та ін. З приходом більшовиків у Західну Україну був вивезений на Сибір Орест Кузьма. Частина галицьких есперантистів емігрувала на Захід. Під час перебування в таборі для переміщених осіб в Авґсбурзі у 1946—1947 роках ними видавався часопис «Український есперантист».
Репресії 1937—1938 років були організовані і здійснені під безпосереднім керівництвом ЦК ВКП (б), його верхівки. Про це свідчать матеріали лютнево-березневого Пленуму ЦК ВКП (б) 1937 року. Саме на ньому були добиті керівники «правої опозиції» і поставлено завдання викорчовування (дослівно: «викорчувати і знищити») в країні всіх організаторів шкідництва, диверсій і шпигунства, загниваючі елементи не бажають функціонувати за соціалістичними законами господарства країни.

## Директива НКВС
З весни 1937 року почалося активніше, ніж раніше, дії на виявлення і вилучення есперантистів. Але головний поштовх масовим репресіям дала директива НКВС від 25 липня 1937 р., що розв'язала руки каральним органам на місцях.
- У 1937 році за надуманим приводом НКВС заарештовують і розстрілюють видатного есперанто-поета Євгена Михальського; Михальский, як активний діяч есперанто-руху, мав широкі міжнародні зв'язки, що й послужило формальним приводом для звинувачення у шпигунстві[4].
- Зонненберг-Федоровський Вальтер Олександрович (Володимир Степанович), за документами — німець, українець — за власною заявою; заарештований 1936-10-16; розстріляний 1937-10-15.
- Суржаненко Петро Омелянович — 1891 р.н., місце народження — м. Ананьїв. Заарештовано — 1936-08-23
- Колчинський Віктор Мойсейович, 1904 р.н., м. Миколаїв. Своєї провини не визнав, засуджений до розстрілу 1937-09-03 (ст. ст. 54.8, 54.9 і 54.11).
- Погорєлов Дмитро Іпатійович, 1883, гір. Стародуб, член партії з 1934 р., керівник секції робочого автората Київського Партвидавництва. Арештований 1937-01-31. Розстріляний 1937-09-02.
- Лембке Пауль Генріхович, 1904, харківський студент, свого часу — бібліотекар у м. Сталіно (за рекомендацією Є.Михальского), заарештований 1937-09-01. Висланий з СРСР.
- Платнер Вільгельм Вільгельмович, 1911, заарештований 1937-03-27, Висланий з СРСР — 1937-08-23.
- Вікторов-Чехович Дмитро Вікторович, 1888, Пензенська губернія, с. Серомяга, росіянин, лектор при Комітеті народної освіти в Києві, заарештований 1937-03-18 (за іншими даними, 1936-11-06), розстріляний 1937-09-02
- Пота Олександр Миколайович, 1907, Макіївка, 1930—1937 рр.. — Конструктор-кресляр, був арештований у 1936 р., був звинувачений в читанні «Сеннаціуло». Подальша доля не відома.
- Юргенсон (за іншими документами — Юргенс) Олександр Миколайович, 1903, Іркутськ, керівник Есперанто-організації у Сталіно (саме на його запрошення Михальский переселився з Вознесенська у Сталіно), активний есперантист, але з різних свідченнями, практично не міг говорити мовою есперанто, засуджений до розстрілу 1937-09-20.
- Лільє Август Абрамович, 1891, Естонія, член партії (КПБУ) з 1925 р., госп. Керівник в Києві. Арештований 1938-03-21. Розстріляний 1938-10-14.
- Кречет Олександр Семенович, лікар, засуджений до розстрілу 1937-10-14.
- Ізгур Ілля Юхимович — єврейський поет, есперантист. Розстріляний в Києві 3 вересня 1937 року.

## Реабілітація есперанто
Перша відкрита згадка в пресі УРСР про репресії в історії руху есперантистів з'явилась у квітні 1988 року в газеті «Вечірня Одеса», де літній есперантист наважився публічно закликати до реабілітації есперантистів